# Pithecellobium dulce
Pour les articles homonymes, voir Tamarin (arbre).
Espèce
Classification phylogénétique
Pithecellobium dulce est une espèce de plante à fleurs de la famille des Fabacées, sous-famille des Mimosoidées. C'est un arbre originaire du Mexique, d'Amérique centrale et du nord de l'Amérique du Sud.
L'espèce a été introduite et naturalisée dans les Caraïbes, la Floride, Guam et dans des pays d'Asie du Sud-Est comme aux Philippines. Elle est considérée comme invasive à Hawaï.
À La Réunion, l'arbre est appelé Tamarin d'Inde et parfois Tamarin de l'Inde. En Nouvelle-Calédonie, il est appelé Campèche ou Faux bois de Campêche. 
Elle ne doit pas être confondue avec le tamarinier, appartenant à la sous-famille des Cesalpinoidées et dont la traduction littérale du nom scientifique (Tamarindus indica) pourrait induire en erreur. Les deux espèces peuvent coexister dans les mêmes lieux.

## Description

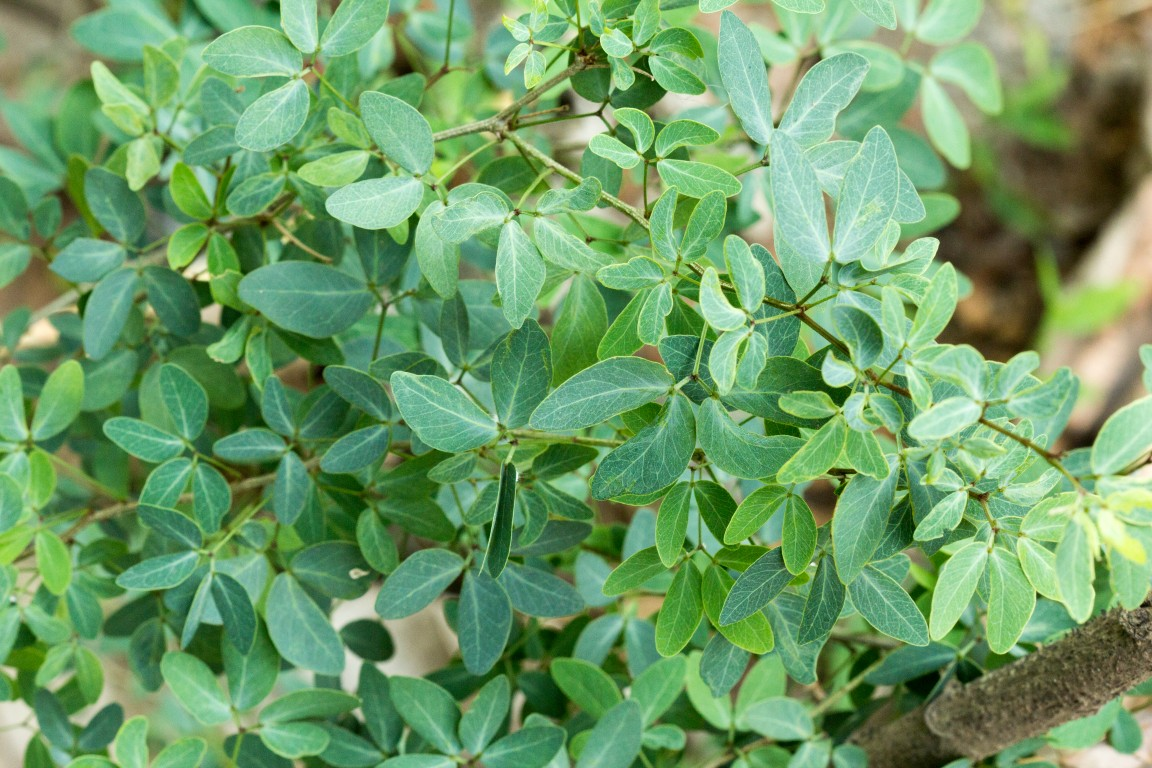
Feuillage.

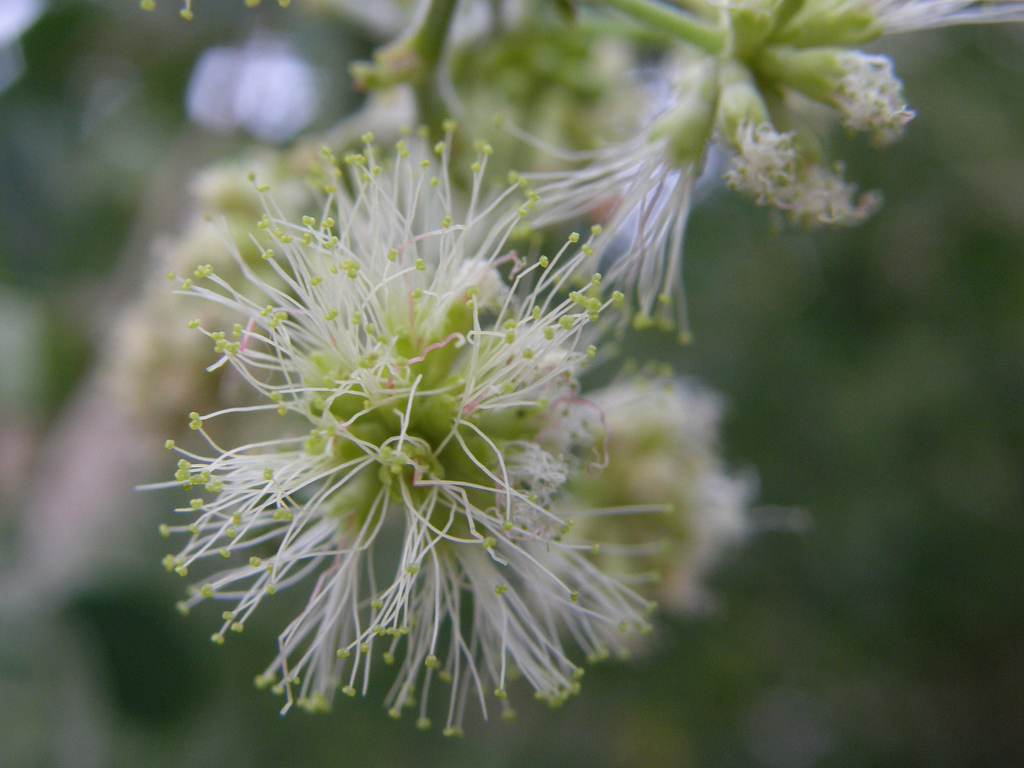
Fleur.

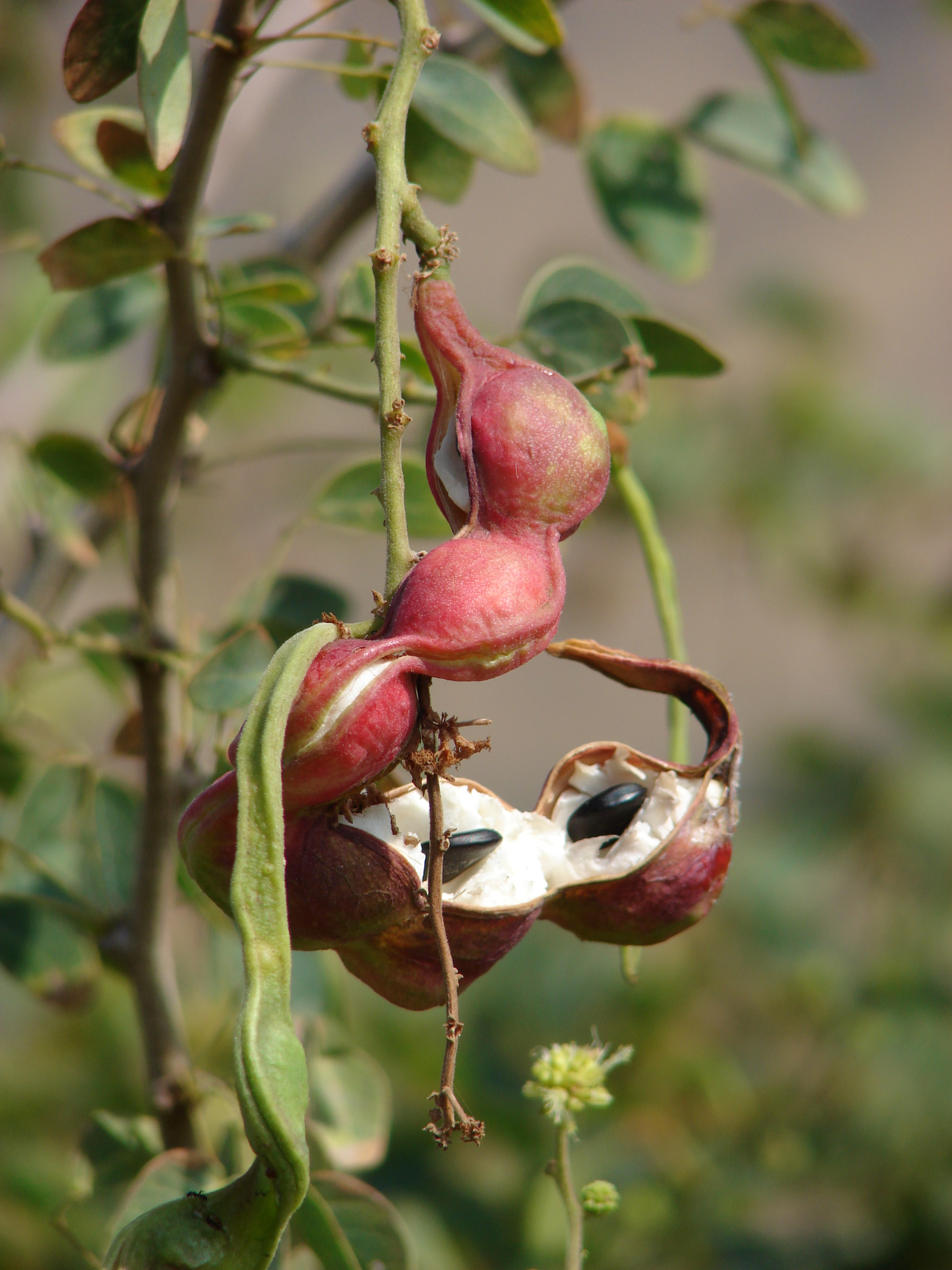
Gousse entrouverte montrant l'arille autour des graines.

### Aspect général
L'espèce se présente comme un arbre de 5 à 15 m de haut. Sa sève est irritante pour les yeux et la peau.

### Feuilles
Les feuilles sont alternes, composées bipennées (une paire de pennes avec chacune une paire de foliolules asymétriques). Des épines stipulaires sont présentes et mesurent de 4 à 12 millimètres.

### Fleurs
Les inflorescences sont des panicules terminales de capitules blanc-verdâtre.

### Fruits
Les fruits sont en forme de gousses spiralées, vertes et rouges, dont les graines sont entourées d'un arille au goût douceâtre, de couleur blanche à rosée. Les graines sont dispersées par zoochorie, principalement avec l'action des oiseaux.

## Distribution

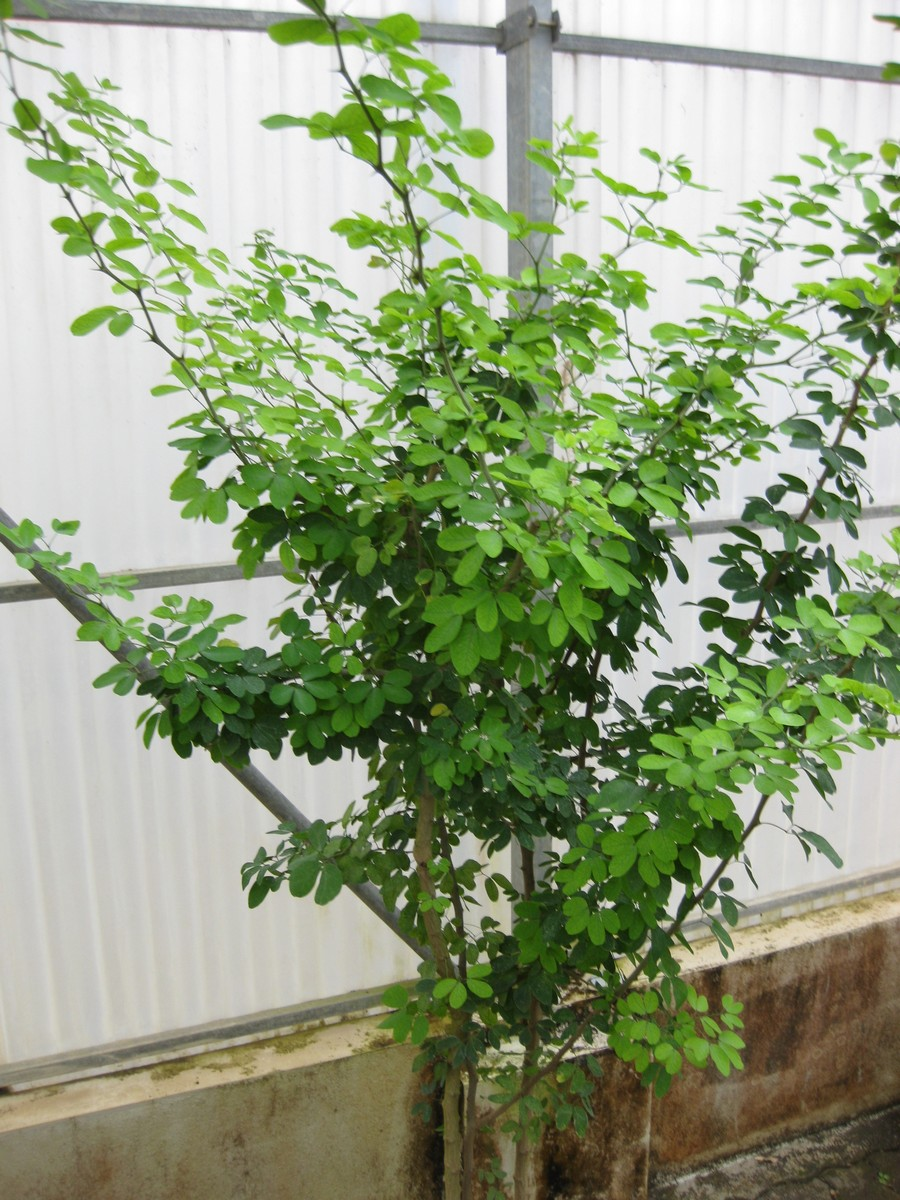
Pithecellobium dulce, au Jardin botanique de la reine Sirikit, en Thaïlande.

L'aire de distribution naturelle se situe entre 3° et 28° de latitude nord, depuis les côtes près de l'océan Pacifique au Mexique et le sud de la Californie, à travers l'Amérique centrale jusqu'au nord de la Colombie et du Venezuela. Au Mexique, l'arbre pousse également naturellement dans la péninsule du Yucatán et dans une zone qui comprend une partie du Tamaulipas, San Luis Potosí, Querétaro, Hidalgo, Puebla et le nord du Veracruz.
L'espèce a été introduite aux Philippines au début de l'histoire du commerce colonial, puis en Inde, où l'espèce fut décrite pour la première fois et nommée botaniquement en 1795. L'arbre s'est naturalisé et a été planté dans diverses régions en dehors de sa distribution naturelle, y compris le sud de la Floride, Cuba, la Jamaïque, Porto Rico, Hawaï et l'Afrique de l'Est.
En Nouvelle-Calédonie, l'espèce a été introduite au XIXe siècle pour ses haies défensives, son écorce tannante et son bois qui est apprécié pour l'ébénisterie. Aujourd'hui, elle est envahissante notamment à Boulouparis et Dumbéa-Païta, mais pas à Nouméa. Le Code de l'environnement de la Province Sud interdit l’introduction dans la nature de cette espèce ainsi que sa production, son transport, son utilisation, son colportage, sa cession, sa mise en vente, sa vente ou son achat.

## Étymologie
Le nom latin de cette espèce vient du grec pithêkos, qui signifie "singe", et de ellobium, qui signifie "oreille", la forme du fruit évoquant une oreille de singe. L'épithète latin dulce fait référence à la douceur du goût du fruit.